# Indépendance de la Nouvelle-Zélande

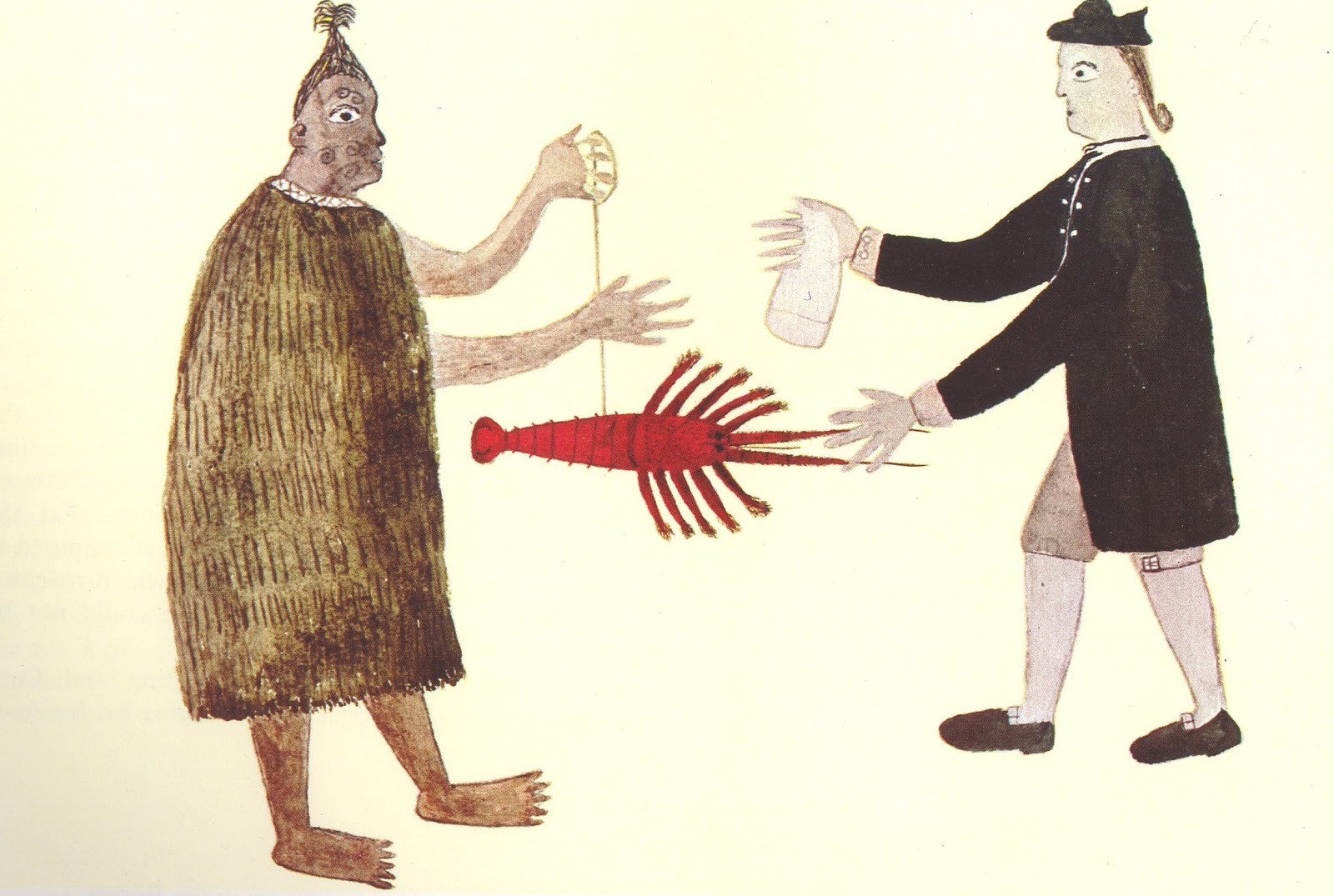
Un Māori et un officier de marine faisant du commerce, vers 1769.

La Nouvelle-Zélande est un État indépendant depuis la première moitié du XXe siècle mais, contrairement à d'autres anciennes colonies, n'a pas de date d'indépendance clairement identifiable. Son indépendance a été un processus plutôt qu'un événement daté.

## XIXesiècle
La Nouvelle-Zélande devient une colonie de l'Empire britannique avec la signature du traité de Waitangi le 6 février 1840. En 1852, elle est dotée d'une première Constitution par une loi du Parlement du Royaume-Uni. En 1856, elle obtient un gouvernement responsable : Dès lors, elle est autonome sur le plan de la politique intérieure, mais n'est pas indépendante car son commerce international, sa défense et ses affaires étrangères demeurent sous le contrôle du Royaume-Uni, via le gouverneur de Nouvelle-Zélande. À partir de 1857, le Parlement de Nouvelle-Zélande est autorisé à amender en partie la Constitution de la colonie.
Pour ce qui est de la politique intérieure, le gouverneur n'exerce qu'un rôle symbolique et est tenu d'obéir aux instructions du gouvernement issu du parlement élu par les Néo-Zélandais. Le bureau des Colonies à Londres le rappelle en 1892 au gouverneur Lord Glasgow lorsque celui-ci souhaite agir de sa propre initiative : Il ne peut s'affranchir des souhaits du Premier ministre de Nouvelle-Zélande.
À partir de 1887 ont lieu des conférences impériales qui rassemblent les premiers ministres respectifs du Royaume-Uni et de chacune des colonies de peuplement autonomes, dont la Nouvelle-Zélande, pour des concertations en vue de décider la politique de l'Empire britannique en matière de défense et d'affaires étrangères. La Nouvelle-Zélande est ainsi consultée et associée aux décisions qui la concernent dans ces domaines.

## Début duXXesiècle: statut dedominion
En 1907, à la demande de la Chambre des représentants de Nouvelle-Zélande, le Royaume-Uni cesse formellement de considérer le pays comme une colonie, et lui confère le titre de dominion, titre qu'ont déjà le Canada et l'Australie. Le gouverneur devient le gouverneur général de Nouvelle-Zélande. Cela ne confère toutefois aucun nouveau pouvoir au Parlement ni au gouvernement néo-zélandais, la situation établie en 1856 restant inchangée.
En 1911, l'ancien Premier ministre britannique Arthur Balfour estime que les parlements des dominions (Afrique du Sud, Australie, Canada, Nouvelle-Zélande et Terre-Neuve) sont « absolument indépendants », mais de jure le Royaume-Uni conserve des pouvoirs de réserve applicables aux dominions, et leur indépendance n'est donc pas clairement établie.

## Après la Première Guerre mondiale
Durant la Première Guerre mondiale, les dominions décident des modalités de leur participation au conflit. Ils sont par ailleurs associés aux prises de décision du gouvernement britannique, via un cabinet de guerre impérial.
En 1919, la Nouvelle-Zélande et les autres dominions ont leurs propres délégations à la conférence de la paix de Paris, et la Nouvelle-Zélande devient un membre fondateur de la Société des nations, avec donc sa propre voix sur la scène internationale. La Nouvelle-Zélande se dote d'un ministère des Affaires extérieures, et Alister McIntosh (en), la première personne à être nommée secrétaire aux Affaires étrangères, estime que de facto la Nouvelle-Zélande « est devenue un État souverain quand nous avons signé le traité de Versailles ».
La Conférence impériale de 1923 reconnaît aux dominions le droit à leur propre politique de commerce extérieur, et la Nouvelle-Zélande en 1928 signe son premier traité commercial indépendant, avec le Japon.
À la demande de l'Afrique du Sud, du Canada et de l'État libre d'Irlande (établi comme dominion en 1922), la Conférence impériale de 1926 adopte la déclaration Balfour de 1926, qui définit le Royaume-Uni et les dominions comme étant « des communautés autonomes au sein de l'Empire britannique, de statut égal, n'étant subordonnés en aucune manière les uns aux autres en matière de politique intérieure ni de politique étrangère, mais unis par leur allégeance commune à la Couronne et librement associés comme membres du Commonwealth britannique des nations ». Cette déclaration, considérée comme une reconnaissance de l'entière indépendance des dominions, n'a pas de portée juridique, mais est suivie et confirmée en 1931 par le Statut de Westminster. Cette loi adoptée par le Parlement britannique après avoir consulté les gouvernements des dominions confirme que les parlements des dominions ont toute indépendance pour légiférer dans tous les domaines, et que le Parlement du Royaume-Uni ne peut imposer de lois aux dominions. Les dominions ont explicitement le droit de légiférer en matière de politique extérieure et d'adopter des lois en contradiction avec les lois impériales héritées de l'ère coloniale. Enfin, le roi en sa fonction de chef de l'État de chaque dominion est tenu d'agir en conformité avec les instructions du gouvernement de ce dominion, et en aucun cas avec les instructions du gouvernement britannique. C'est la « divisibilité de la Couronne », qui fait que la monarchie de Nouvelle-Zélande est distincte et indépendante de la monarchie du Royaume-Uni, même si la personne du monarque est la même,. 
La Nouvelle-Zélande voit toutefois ces documents de 1926 et de 1931 d'un mauvais oeil. Le Premier ministre Gordon Coates craint que la déclaration Balfour n'affaiblisse l'unité de l'Empire britannique et l'étroitesse des relations entre les dominions et le Royaume-Uni, et les gouvernements néo-zélandais de tous bords à partir de 1931 refusent explicitement que le Statut de Westminster s'applique à la Nouvelle-Zélande. Les gouvernements de Nouvelle-Zélande et d'Australie ont en effet obtenu que soit insérée dans le Statut une clause précisant que la loi ne s'applique pas à leurs deux pays tant qu'ils n'auront pas choisi de la transposer dans leur propre législation. Ils espèrent ainsi préserver leur très proche relation avec le Royaume-Uni,. 

## Après la Seconde Guerre mondiale
Durant la Seconde Guerre mondiale, à laquelle la Nouvelle-Zélande participe, le pays établit ses premières ambassades : à Washington, Ottawa, Canberra et Moscou (ayant déjà un bureau diplomatique à Londres). Dans le même temps, le Royaume-Uni ouvre en 1939 un haut-commissariat à Wellington, et de ce fait, le gouverneur-général de Nouvelle-Zélande perd la double fonction qui était la sienne jusque lors. Il n'est plus le représentant du gouvernement britannique, mais uniquement le représentant du roi en sa qualité de roi de Nouvelle-Zélande.
En 1947, le chef de l'opposition (en), Sidney Holland, dépose une proposition de loi pour abroger la chambre haute du Parlement de Nouvelle-Zélande, le Conseil législatif. Une loi de 1857 interdit toutefois au Parlement de Nouvelle-Zélande de modifier les dispositions constitutionnelles touchant au Parlement lui-même. Pour pouvoir abroger le Conseil législatif, la Nouvelle-Zélande se dote en 1947 de deux nouvelles lois : une qui intègre le Statut de Westminster à la législation néo-zélandaise, et une qui autorise le Parlement à modifier la Constitution. Pour cette raison, la pleine souveraineté de la Nouvelle-Zélande date de jure de 1947, même si de facto elle remonte au lendemain de la Première Guerre mondiale.

## Suites
Le Statut de Westminster ayant disposé que le Parlement du Royaume-Uni ne peut légiférer pour les dominions sauf à la demande de ces derniers, la Loi constitutionnelle de 1986 adoptée par le Parlement de Nouvelle-Zélande abroge la possibilité — déjà de fait caduque — pour la Nouvelle-Zélande de demander au Royaume-Uni de légiférer à sa place. Ainsi, le dernier lien théorique entre les parlements des deux pays est rompu, et la Nouvelle-Zélande est « une monarchie constitutionnelle propre dont le Parlement a un pouvoir souverain illimité ».
En 2003, le Parlement de Nouvelle-Zélande crée la Cour suprême de Nouvelle-Zélande et abroge la possibilité de faire appel en ultime instance au Comité judiciaire du Conseil privé du roi à Londres. Le Comité disposait en application du droit néo-zélandais, mais cette réforme de 2003 fait en sorte que la plus haute instance juridique du pays soit composée de juges néo-zélandais.